# Покупско
Покупско (хорв. Pokupsko, венг. Kulpatő) — община в Хорватии, входит в Загребскую жупанию. Община включает 14 населённых пунктов. По данным 2001 года, в ней проживало 2492 человека. Общая площадь общины составляет 122 км².

## История
Сия община впервые упоминается в 1359 году, под латинизированным венгерским названием лат. Colpateu posseesione. Хорватия состояла тогда в династической унии с Венгрией. В дальнейшем фигурирует под именами Pokupye, Pocopia, Kulpateu, Culpatum, Culpatw.
В Средние века община Покупско принадлежала Топушскому аббатству (хорв. Topuska, Toplička opatija, Velika Cistercitska Opatija Toplica) и на востоке граничила с дворянским имением Шашинец (хорв. Šašinec), на севере граничила с дворянским имением Горный Хрушевец (хорв. Gornji Hruševec), на юге — с дворянским имением Горный Видушевац (хорв. Gornji Viduševac), a на западе, за деревней Дубранец (хорв. Dubranec), граничила с Дворянской общиной Турополье (хорв. Plemenita općina Turopolje).
В XVI веке Покупско неожиданно оказалось на стыке со стремительно набиравшей силу с Османской империей. В 1521 г. здесь был возведён деревянный замок. После турецкого набега 1524 года замок был отстроен в камне. Новый замок был треугольной формы, с закруглёнными башенками по углам. Место, где он стоял, покупцы до сих пор зовут «Pri gradu».
После гибели Топушского аббатства, его администрация эвакуировалась в Покупско и вошла в подчинение Загребскому капитулу (хорв. Zagrebački Kaptol). В те же примерно годы Покупско было присоединено к области Турополье. Все покупцы получили дворянские права. По решению Карловацкого конгресса 1699 года, граница Венгеро-Хорватского королевства с Османской империей прошла по реке Уна.
Граждане Покупско всегда гордились своей церковью, основанной ещё до нашествия турок-османов, уцелевшей и укреплённой в лихие годы. Она изображена на гербе Покупско. В 1736-1739 гг. церковь Св. Ладислава была капитально отреставрирована. 
30 марта 1862 г. в Покупском скончался хорватский патриот и просветитель Павел Штоос, настоятель  церкви Св. Ладислава (Štoos Pavao, 1806—1862).
В конце XIX века учитель Антун Арнольд основал в Покупском богатую библиотеку. 
В апреле 1941 г. Турополье вошло в состав Независимого Государства Хорватия. 
При коммунистическом диктаторе Тито, в 1947 году, «Дворянская община Турополье» была упразднена, всё её достояние национализировано, а Покупская библиотека — уничтожена.
Независимая Хорватская республика в 1991 году возродила дворянскую общину. В начале Хорватской войны за независимость (1991—1995) Покупско снова оказалось на переднем краю: здесь прошла линия фронта борьбы с белградскими коммунистами.
16 ноября 2012 года в аэропорту Загреба народ торжественно встречал освобождённых из Гаагского узилища хорватских генералов Анте Готовину и Младена Маркача. В первом ряду стояла делегация туропольских дворян (в их числе — граждан Покупско), одетых в чёрные доломаны и чёрные папахи. Сойдя с трапа, Готовина обменялся с ними рукопожатиями.